# HMS Devonshire (39)
O HMS Devonshire foi um cruzador pesado operado pela Marinha Real Britânica e a nona embarcação da Classe County. Sua construção começou em março de 1926 no Estaleiro Real de Devonport e foi lançado ao mar em outubro do ano seguinte, sendo comissionado na frota britânica em março de 1929. Era armado com uma bateria principal composta por oito canhões de 203 milímetros montados em quatro torres de artilharia duplas, tinha um deslocamento carregado de mais de quinze mil toneladas e alcançava uma velocidade máxima de 32 nós (59 quilômetros por hora).
O Devonshire passou a maior parte de sua carreira em tempos de paz atuando no Mar Mediterrâneo, com exceção de um breve período na Sudeste Asiático. A Segunda Guerra Mundial começou em 1939 e o navio foi designado para atuar na Frota Doméstica, participando em 1940 da Campanha da Noruega, durante a qual evacuou o governo e família real norueguesas para o Reino Unido. Alguns meses depois se envolveu na Batalha de Dacar e em seguida ficou atuando no sul do Oceano Atlântico em patrulhas à procura de corsários alemães e em apoio à operações da França Livre.
O cruzador retornou para a Frota Doméstica no início de 1941 e pelos meses seguintes escoltou porta-aviões durante ataques contra forças alemãs na Noruega e Finlândia. Pouco depois retornou para patrulhas no sul do Atlântico e então foi enviado para o Oceano Índico, dando apoio em meados de 1942 para a invasão de Madagascar. O Devonshire em seguida escoltou comboios na região até 1944, quando retornou para a Frota Doméstica a fim de atuar na Noruega. Depois da guerra foi transformado em um navio-escola, servindo como tal até ser desmontado em 1954.

## Características
O Devonshire tinha 192,8 metros de comprimento de fora a fora, uma boca de 20,1 metros e um calado de 6,3 metros. Seu deslocamento padrão era de 10 010 toneladas, enquanto o deslocamento carregamento era de 13 529 toneladas. Seu sistema de propulsão tinha oito caldeiras Admiralty que alimentavam quatro conjuntos de turbinas a vapor Parsons, cada uma girando uma hélice. A potência indicada era de 81,6 mil cavalos-vapor (sessenta mil quilowatts) para uma velocidade máxima de 32,3 nós (59,7 quilômetros por hora). Podia carregar até 3 480 toneladas de óleo combustível, o que dava uma autonomia de 13,3 mil milhas náuticas (24,6 mil quilômetros) a doze nós (22 quilômetros por hora).
O armamento principal era composto por oito canhões Marco VIII calibre 50 de 203 milímetros montados em quatro torres de artilharia duplas, duas à vante da superestrutura e duas à ré. A bateria secundária tinha quatro canhões antiaéreos Marco V de 102 milímetros em montagens únicas. Também era equipado com quatro canhões antiaéreos de 40 milímetros em montagens únicas mais oito tubos de torpedo de 533 milímetros em duas montagens quádruplas. Seu proteção era mínima e seu cinturão tinha apenas 25 milímetros de espessura, porém seus depósitos de munição eram protegidos por uma blindagem de cinquenta a 111 milímetros. Seu convés tinha uma espessura máxima de 38 milímetros, enquanto as torres de artilharia, barbetas e anteparas tinham todas também 25 milímetros.

## História

### Tempos de paz

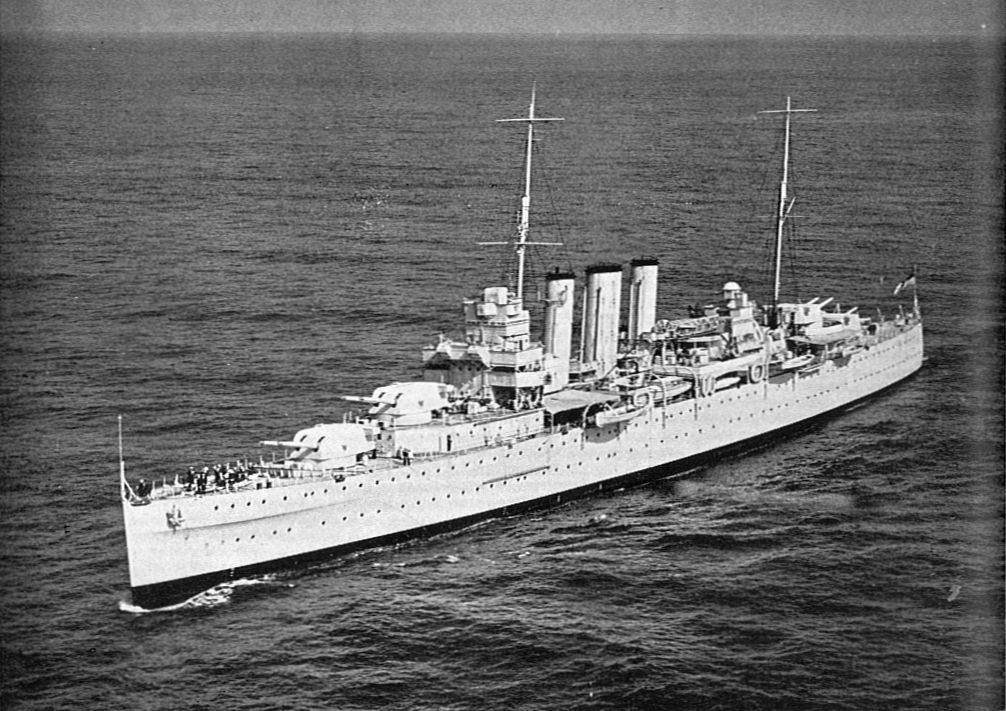
O Devonshire em 1936

O Devonshire foi o quinto navio da Marinha Real Britânica com este nome. Seu batimento de quilha ocorreu em 16 de março de 1926 no Estaleiro Real de Devonport e foi lançado ao mar em 22 de outubro de 1927, sendo finalizado em 18 de março de 1929 e designado para a 1ª Esquadra de Cruzadores junto com três de seus navios-irmãos. A embarcação passou a maior parte do período entreguerras como um dos membros dessa formação, exceto por um período de serviço no Sudeste Asiático entre 1932 e 1933.
O cruzador sofreu um acidente em 26 de julho de 1929 durante treinamentos de artilharia próximo da ilha grega de Escíato, no Mar Egeu. Houve um problema de disparo no canhão esquerdo da terceira torre; o bloqueio da culatra foi aberto e a carga de propelente dentro detonou, incendiando a carga do disparo seguinte. A explosão matou dezoito tripulantes. O Devonshire voltou para casa em agosto para reparos. Foi equipado entre 1929 e 1930 com um Sistema de Controle de Ângulo Acentuado usado para direcionar suas armas antiaéreas, enquanto em 1931 e 1932 recebeu uma catapulta de hidroaviões. Mais quatro canhões de 102 milímetros e oito metralhadoras Vickers Marco III de 12,7 milímetros em duas montagens quádruplas foram adicionadas entre 1936 e 1937.
O Devonshire foi enviado para Minorca nas Ilhas Baleares em 7 de fevereiro de 1939 durante a Guerra Civil Espanhola com o objetivo de transportar um emissário nacionalista. A guarnição republicana se rendeu aos nacionalistas no dia seguinte a bordo do navio, que então seguiu para Marselha na França com 452 refugiados republicanos.

### Segunda Guerra Mundial
O cruzador estava no Mar Mediterrâneo quando a Segunda Guerra Mundial começou em setembro de 1939, porém foi logo transferido para a Frota Doméstica. Os couraçados alemães Scharnhorst e Gneisenau afundaram o cruzador mercante armado HMS Rawalpindi em 23 de novembro, com o Devonshire sendo enviado junto com os couraçados HMS Nelson e HMS Rodney em uma tentativa fracassada de encontrá-los. O navio se tornou em março de 1940 a capitânia da 1ª Esquadra de Cruzadores, comandada pelo vice-almirante John Cunningham. A formação foi encarregada de patrulhar a Escócia, Ilhas Feroe e Islândia. A esquadra depois foi designada para transportar tropas de Rosyth para Stavanger e Bergen na Noruega como parte dos planos britânicos de ocupar partes do país e interditar o tráfego de minério de ferro de Narvik para a Alemanha. Eles receberam ordens de estarem prontos para partir em 8 de abril, porém estes planos foram parcialmente frustrados pela invasão alemã da Noruega no mesmo dia.

#### Noruega
O Almirantado Britânico ordenou na noite do dia 8 que as tropas, mas não seis equipamentos, fossem desembarcados e que os cruzadores procurassem por embarcações alemãs na área. Isto foi depois cancelado e a esquadra recebeu ordens de se encontrar com a força principal da Frota Doméstica. Bombardeios alemães atacaram os britânicos no mesmo dia e uma bomba quase acertou o Devonshire. A esquadra foi destacada em 11 de abril para uma tentativa frustrada de encontrar embarcações alemãs próximas de Trondheim, retornando dois dias depois. Os cruzadores em seguida foram para Tromsø, onde realizaram negociações com autoridades locais para reabastecerem e transportarem tropas de Kirkenes. A esquadra chegou nesta na tarde do dia 15 e escoltaram navios de transporte de volta para Tromsø. O Devonshire deu cobertura para a evacuação de tropas britânicas e francesas de Namsos no início de maio e quase foi acertado por uma bomba quando as forças de evacuação foram atacadas por aeronaves alemãs no dia 3.
O Devonshire evacuou o rei Haakon VII da Noruega, o príncipe herdeiro Olavo e também várias autoridades e membros do governo norueguês, incluindo o primeiro-ministro Johan Nygaardsvold, de Tromsø em 7 de junho. A bordo estavam ao todo 461 passageiros. O navio passou a oitenta quilômetros da batalha em que o porta-aviões HMS Glorious e os contratorpedeiros HMS Acasta e HMS Ardent foram afundados pelo Scharnhorst e Gneisenau. Um relatório de avistamento do inimigo tinha sido recebido pelo Devonshire, porém as ordens de Cunningham eram para levar o rei até segurança, assim o cruzador acelerou, ignorou o confronto e continuou na sua rota original.

#### Dacar
Foi destacado da Frota Doméstica em 28 de agosto e designado para a Força M em preparação para a Operação Ameaça, um ataque contra Dacar, na África Ocidental Francesa. Permaneceu como capitânia de Cunningham e deixou a Escócia no dia 31, escoltando um comboio de tropas até Gibraltar, onde chegou em 3 de setembro. Cunningham enviou no dia 14 a 1ª Esquadra de Cruzadores junto com o porta-aviões HMS Ark Royal em uma tentativa fracassada de localizar e afugentar uma esquadra de cruzadores da França de Vichy que estava seguindo para Dacar; ele na época tinha feito o couraçado HMS Barham de sua capitânia. A Batalha de Dacar começou em 23 de setembro e no dia seguinte o Devonshire e seu irmão australiano HMAS Australia enfrentaram cruzadores e contratorpedeiros franceses enquanto estes manobravam no porto, porém pouco realizaram pela visibilidade ruim. O Barham foi levemente danificado e Cunningham transferiu sua capitânia de volta para o Devonshire no dia 25, com o cruzador disparando suas armas principais mais de duzentas vezes sem acertar um único projétil contra as embarcações francesas, que estavam escondidas atrás de cortinas de fumaça. O ataque foi abandonado depois disso e o navio escoltou no início de outubro um comboio de tropas para Duala, em Camarões, bloqueando em novembro o litoral do Congo Francês.

#### Outras operações

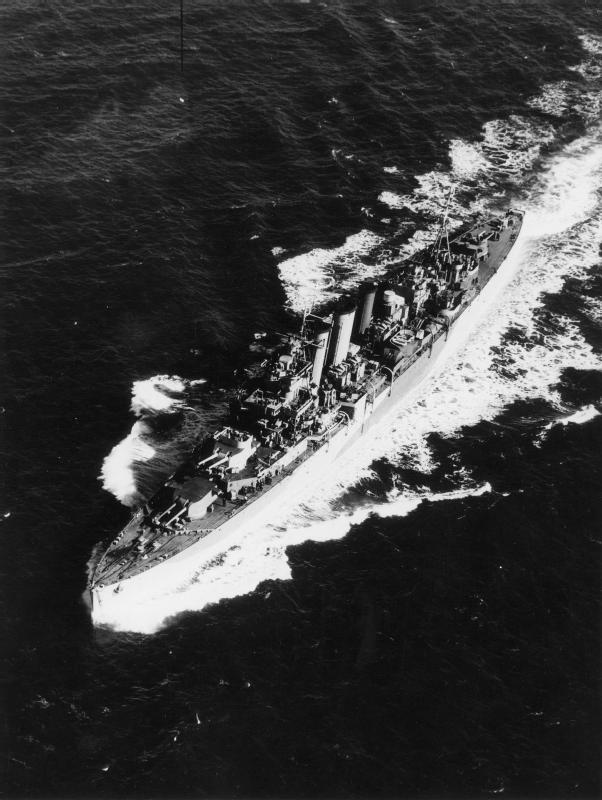
O Devonshire c. 1944–1945

O Devonshire permaneceu no Oceano Atlântico e participou em janeiro de 1941 de uma caçada fracassada ao corsário alemão Kormoran. O cruzador retornou para a Frota Doméstica e passou por reformas em Liverpool entre 19 de fevereiro e 22 de maio. Durante esta, seus canhões únicos de 40 milímetros foram substituídos por duas montagens óctuplas, também recebendo um radar de aviso prévio Tipo 281. Escoltou porta-aviões no final de julho em ataques contra Kirkenes e Petsamo, na Noruega e Finlândia. No mês seguinte proporcionou cobertura distante para o primeiro comboio para a União Soviética, sendo em seguida transferido para a Frota Oriental. Antes de partir recebeu em setembro dois canhões antiaéreos Oerlikon de 20 milímetros. O Devonshire liderou em 2 de novembro uma força que capturou próximo da África do Sul um comboio francês para a Indochina. Vinte dias depois afundou o corsário alemão Atlantis ao norte da Ilha de Ascensão.
O cruzador passou por reformas em Norfolk nos Estados Unidos entre 24 de janeiro a 7 de março de 1942, recebendo mais seis Oerlikon e também um radar de artilharia Tipo 273. Juntou-se à 4ª Esquadra de Cruzadores da Frota Oriental e escoltou um comboio de Charleston nos Estados Unidos até Freetown em Serra Leoa. Em 25 de abril escoltou um comboio de Durban na África do Sul até Madagascar, parte de uma operação para impedir uma possível ocupação japonesa da ilha. A França de Vichy tinha permitido que forças japonesas usassem bases aéreas francesas na Indochina para lançarem os ataques que acabara afundando o couraçado HMS Prince of Wales e o cruzador de batalha HMS Repulse em dezembro de 1941, então era possível que os franceses permitissem o uso de bases em Madagascar também.
Os canhões antiaéreos únicos de 102 milímetros foram substituídos no final de 1942 por montagens duplas Marco XVI de mesmo tamanho. O Devonshire permaneceu com a Frota Oriental até maio de 1943 dando cobertura para comboios do Canal de Suez até a Austrália. Nessa época suas metralhadoras e Oerlikon tinham sido substituídas por mais duas montagens de 40 milímetros e doze montagens duplas de Oerlikon. Voltou para casa e ficou sob reformas até 20 de março de 1944. Nesta, sua terceira torre de artilharia e um montagem dupla de Oerlikon foram removidas e substituídas por mais uma montagem de 40 milímetros e oito montagens Oerlikon únicas. Seu radar Tipo 281 foi substituído pelo aprimorado Tipo 281B, recebendo também um equipamento completo de radares de artilharia antiaérea. Sua catapulta de hidroaviões foi removida para acomodar essas mudanças. Voltou para a Frota Doméstica em abril de 1944, escoltando ataques de porta-aviões contra alvos na Noruega até o final da guerra em maio de 1945.

### Pós-guerra
Com o fim da guerra, o Devonshire, agora a capitânia do contra-almirante James Ritchie, navegou em 12 de maio para Oslo na Noruega. Foi para Copenhague na Dinamarca no dia seguinte, de onde escoltou os cruzadores alemães Prinz Eugen e Nürnberg até Wilhelmshaven entre 24 e 26 de maio. O navio voltou a ser a capitânia da 1ª Esquadra de Cruzadores em junho, sob o vice-almirante Rhoderick McGrigor, que transportou Haakon VII de volta para Oslo no dia 7, porém o rei estava a bordo do HMS Norfolk. No mesmo mês foi reformado como um navio de tropas, sendo usado pelo resto do ano para levar soldados até e de volta da Austrália. O cruzador ajudou em 29 de setembro a resgatar sobreviventes do SS Empire Patrol, um cargueiro que pegou fogo enquanto estava levando refugiados gregos do Egito de volta para a Grécia.
O Devonshire foi convertido em um navio-escola em 1947 e serviu nesta função até 1954. Como parte desta conversão, a maior parte de seus armamentos foram removidos, ficando em 1949 com apenas uma única torre de artilharia, duas montagens de 102 milímetros e um modelo de uma montagem de 40 milímetros e Oerlikon única e dupla, mais um canhão antiaéreo Bofors de 40 milímetros. O navio participou em 15 de junho de 1953 da revista naval em celebração à coroação da rainha Isabel II. O Devonshire foi vendido para desmontagem em 16 de junho de 1954, chegando em Newport no País de Gales em 12 de dezembro, sendo desmontado pela John Cashmore Ltd.